# 李文悅
李文悦（8世纪—834年），唐朝政治人物。
擔任盐州刺史時，唐宪宗元和十四年（819年）冬十月，吐蕃十五萬人以飞梯、鹅车攻城，文悦力抗吐蕃凡二十七日。最後由靈武牙將史敬奉解其圍。入京擔任右金吾将军。再出京擔任豐州刺史、天德军防御使。唐文宗大和二年（828年），迁升為灵武节度使。移轉為兖海节度使，癸酉，卒於任上。